# Ankita Bhakat
Ankita Bhakat (en hindi : अंकिता भकत), née le 17 juin 1998 à Calcutta, est une archère indienne.

## Biographie
Bhakat commence le tir à l'arc à 10 ans, au Calcutta Archery Club. Elle intègre le Tata Archery Academy à Jamshedpur en 2014, s'entraînant avec Dharmendra Tiwari, Purnima Mahato et Ram Awdesh.
Elle connaît sa première sélection en équipe nationale en 2015 pour participer aux championnats du monde junior à Yankton, mais les visas de la délégation indienne sont finalement refusés par les États-Unis. En 2017, elle remporte l'épreuve mixte des championnats du monde junior avec Jemson Nigthouham en battant la Russie en finale.
Elle participe aux Jeux olympiques pour la première fois à Paris, en 2024. Elle termine huitième de l'épreuve par équipes avec Bhajan Kaur et Deepika Kumari, éliminées en quart de finale après s'être qualifiées avec le quatrième meilleur score du tour de classement. Elle est éliminée dès le premier tour dans l'épreuve individuelle. Dans l'épreuve mixte, elle se hisse jusqu'en petite finale avec Dhiraj Bommadevara, où ils sont battus par les États-Unis.

## Palmarès
- Championnats d'Asie
  -  Médaille de bronze par équipes à Bangkok en 2019
  -  Médaille d'argent par équipes à Dacca en 2021
  -  Médaille de bronze par équipes mixtes à Dacca en 2021
  -  Médaille de bronze par équipes à Bangkok en 2023
- Jeux asiatiques
  -  Médaille de bronze par équipes à Hangzhou en 2022